# Hochkönig
A Hochkönig a Berchtesgadeni-Alpok legmagasabb hegymasszívuma. A fő csúcs, amelyet szintén Hochkönig-nek hívnak 2941 m magas.

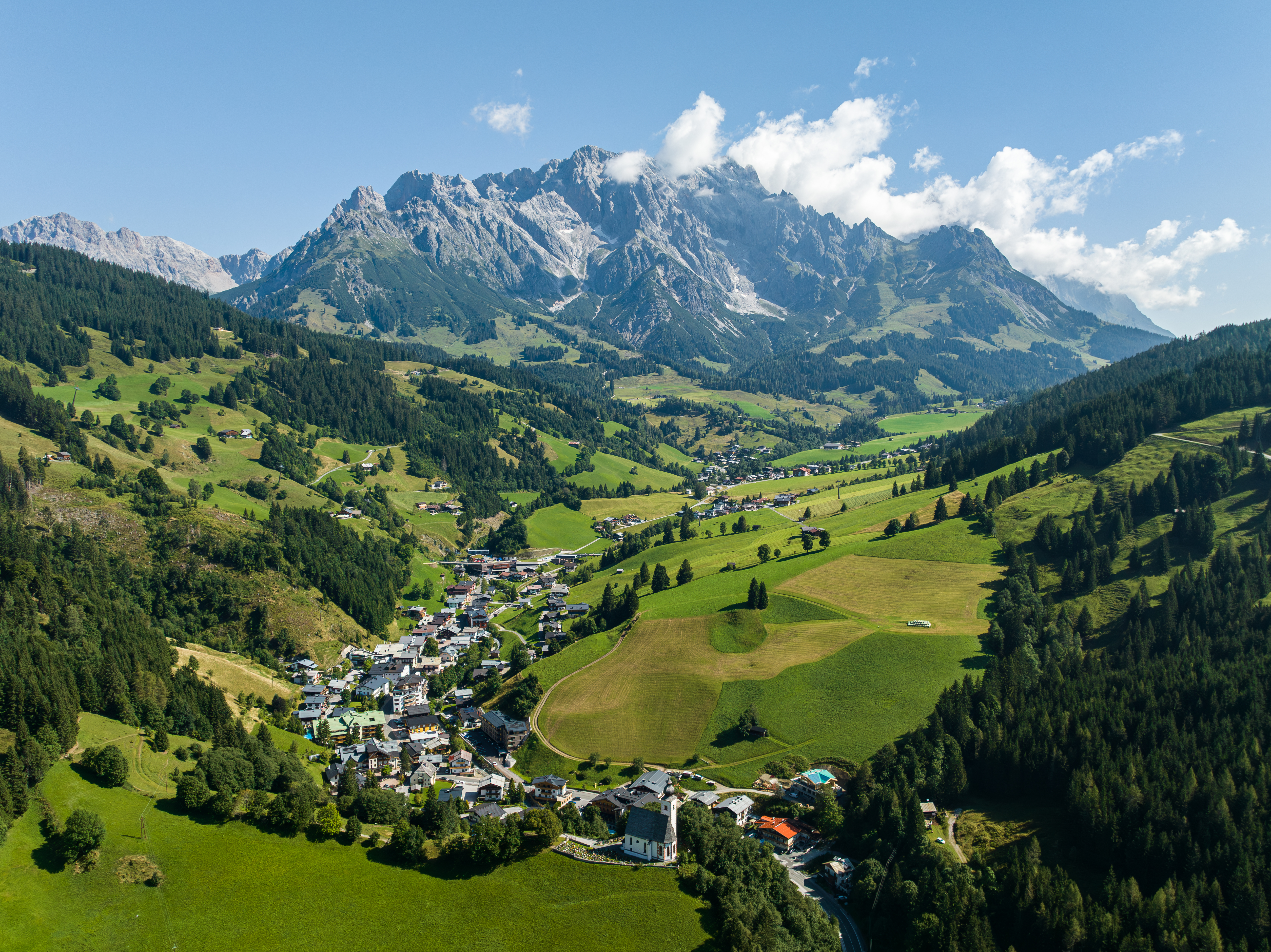
A Hochkönig Dienten am Hochkönig településről nézve.